# EVTOL
Ein eVTOL (Akronym aus electric Vertical Take-Off and Landing aircraft) ist ein elektrisch angetriebenes Fluggerät, das senkrecht starten und landen kann (VTOL). Entstanden ist diese Technologie durch Fortschritte beim Elektroantrieb (Motoren, Batterien/Akkumulatoren, elektronische Steuerungen) und den wachsenden Bedarf an neuen Fahrzeugen für die urbane Luftmobilität (Lufttaxi). Beispiele werden und wurden u. a. von Unternehmen wie Airbus und Boeing sowie der NASA entwickelt.

## Technologie
Flügeldesign

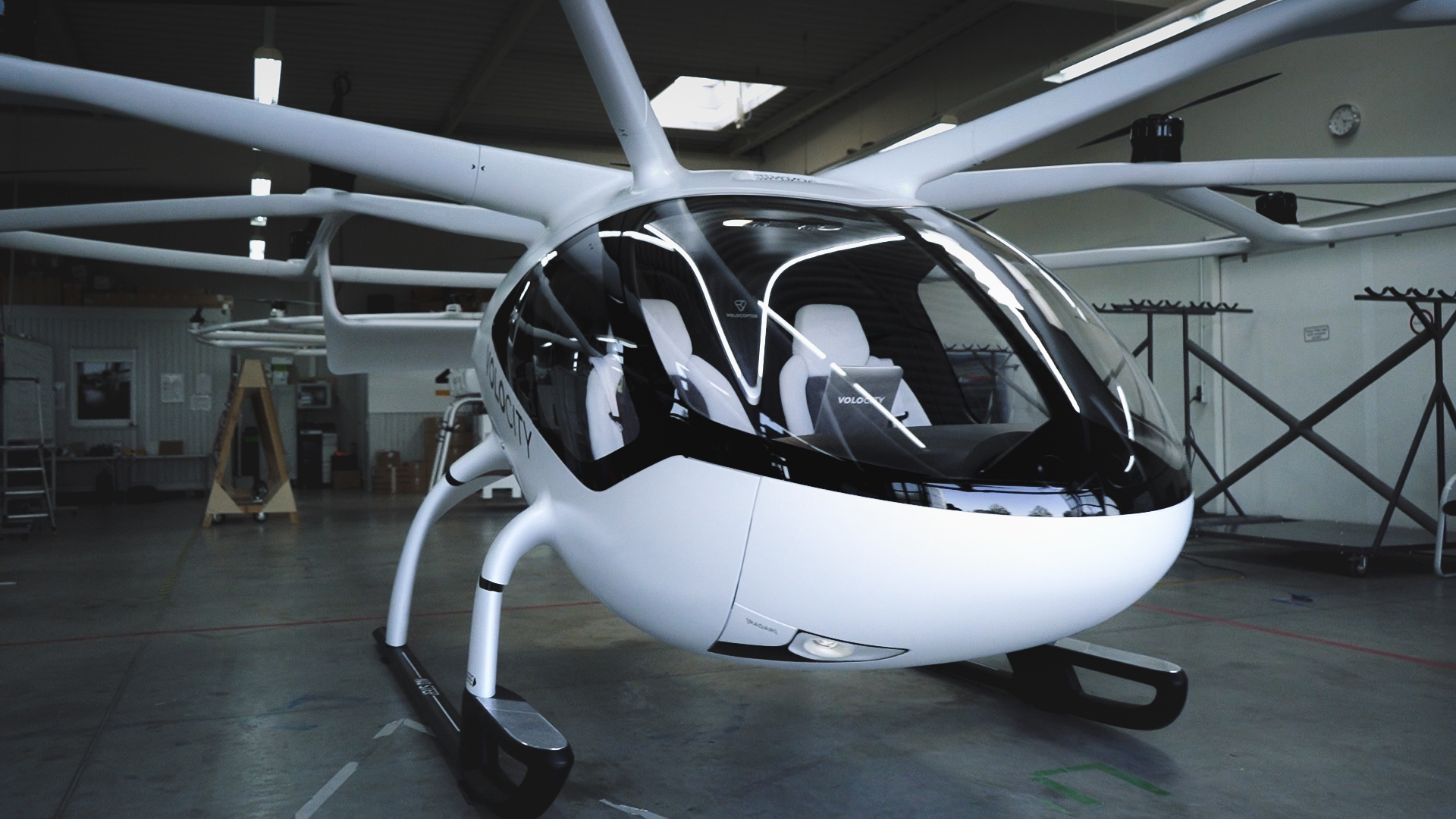
Volocity

- Viele Konstruktionen sind reine Drehflügler und funktionieren ohne konventionelle Flügel jeglicher Art. Multicopter verwenden radiale Arme, um die Motoren/Propeller aufzunehmen, die das Flugzeug antreiben, wie z. B. die Fluggeräte von VoloCity oder EHang.
- Ein anderer Ansatz besteht darin, feste Flügel mit schwenkbaren Motoren zu kombinieren, wie z. B. Joby Aviation oder der Lilium Jet.
- Ein dritter Ansatz ist eine Kippflügelkonfiguration wie beim Airbus Vahana oder Dufour Aerospace.

Ptero Dynamics verwendet ein Faltflügel-Design, das einen einfachen Landtransport des Fahrzeugs ermöglicht. Der Start erfolgt mit den Flügeln im gefalteten Zustand, mit einem Übergang im Flug zur vollständig ausgefahrenen Position.

## Geschichte
Das Konzept der eVTOL-Flugzeuge entstand 2011 durch das Project Zero (Italien), den Volocopter VC1 (Deutschland) und den Opener BlackFly (USA). Es wurde 2014 erstmalig vorgestellt beim „Transformative Vertical Flight Concepts Joint Workshop on Enabling New Flight Concepts through Novel Propulsion and Energy Architectures“ in Virginia von AHS International und dem American Institute of Aeronautics and Astronautics (AIAA).

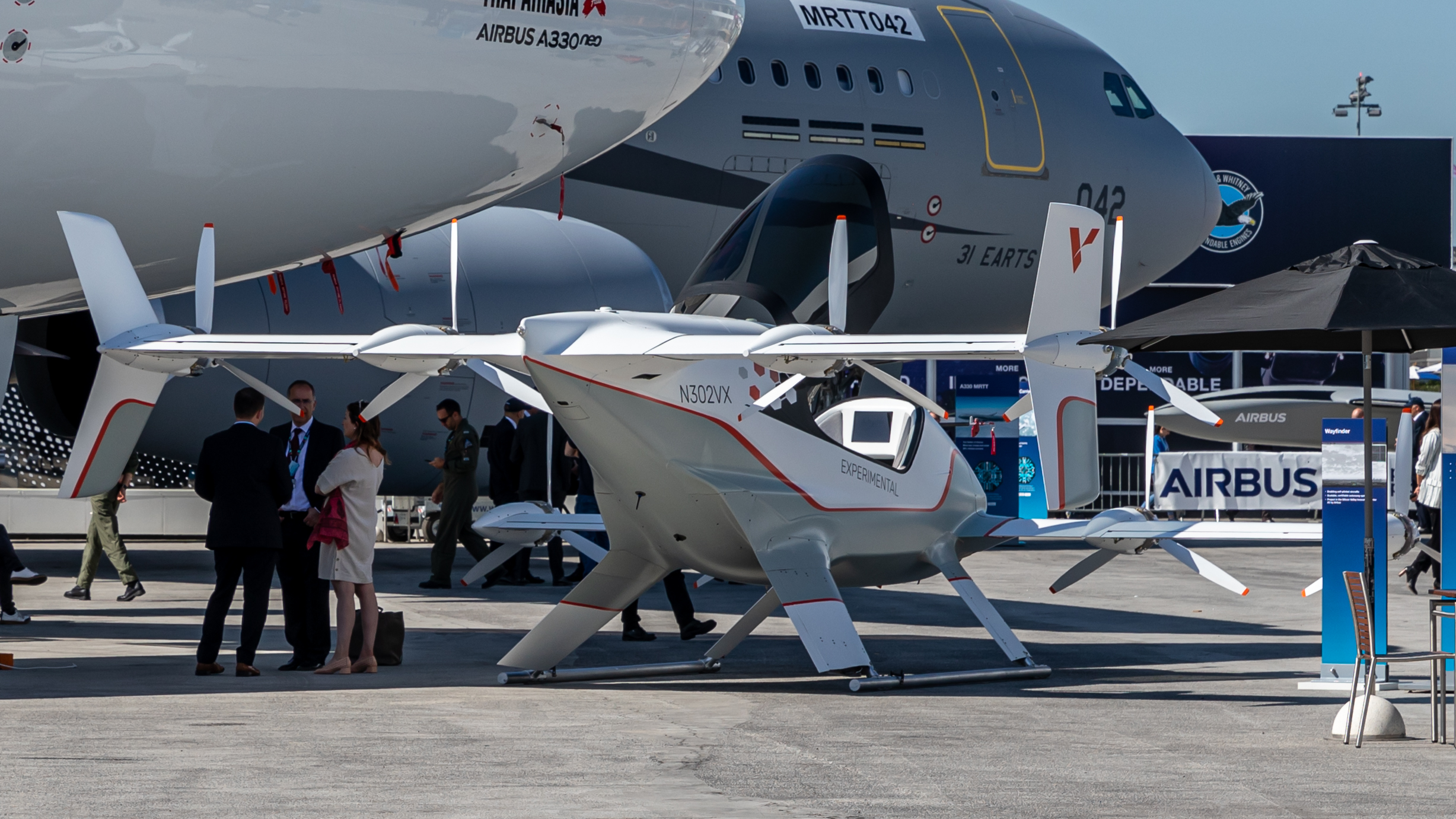
Airbus A³ Vahana

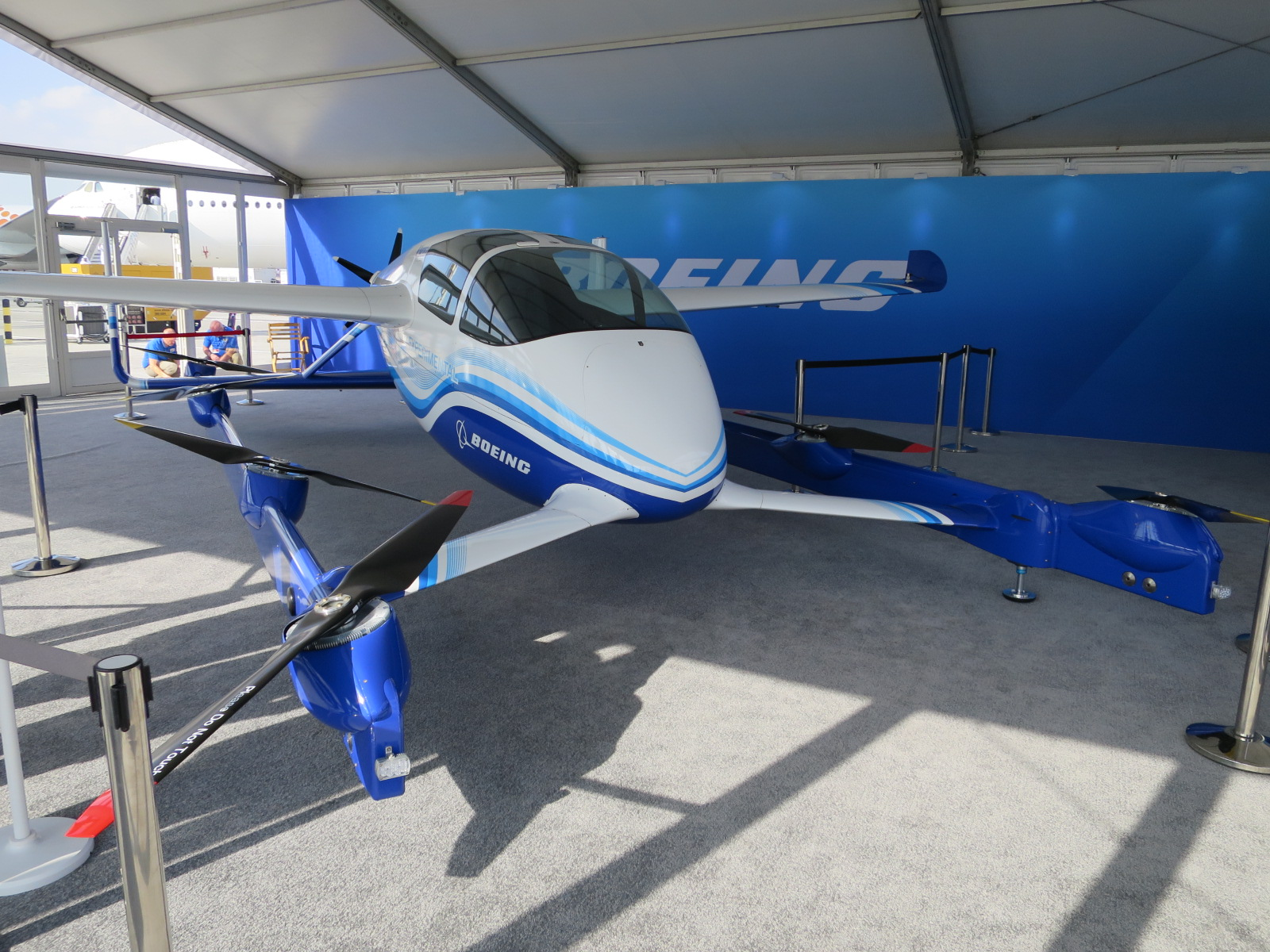
Boeing PAV

Seitdem ist das Interesse der Flugzeughersteller an eVTOLs gestiegen und Unternehmen wie Airbus, Bell, Ehang und Xpeng AeroHT haben an der Technologie gearbeitet:
- Airbus A³ Vahana, vorgestellt 2017 auf der Paris Air Show, Erstflug Januar 2018
- Boeing Passenger Air Vehicle, Projektbeginn 2017, Erstflug 2019
- Bell Nexus 6HX, vorgestellt auf der CES 2019
- Xpeng Voyager X2, vorgestellt im Juli 2021, Erstflug im Oktober 2022 in Dubai

Neben diesen großen Flugzeugherstellern spielten Unternehmensgründungen (Start-ups) eine wichtige Rolle bei der Entwicklung dieser Luftfahrzeuge und sie sind zum Teil führend im technischen Fortschritt.
Uber veröffentlichte einen Artikel über ein Projekt mit Namen Elevate. Das Papier skizzierte die Machbarkeit eines On-Demand-Flugtransportsystems. Dieses Dokument trug zusammen mit nachfolgenden jährlichen Elevate-Gipfeltreffen, die das Unternehmen von 2017 bis 2019 veranstaltete, dazu bei, die Konzepte von eVTOL-Flugzeugen und Urban Air Mobility (UAM) von einem Science-Fiction-Konzept zu einem potenziellen Luft- und Raumfahrtsektor zu entwickeln, der von Dutzenden von Entwicklungsprojekten verfolgt wird. Im Dezember 2020 wurde Ubers Elevate von Joby Aviation übernommen.
2020 gewann Tetra Aviation den Disruptor Award beim GoFly Personal Flight Contest für sein einsitziges eVTOL. 2021 kündigte das Unternehmen sein eVTOL Mk5 an, das voraussichtlich 2022 ausgeliefert werden soll. Es hat 32 vertikale Hubrotoren, die über lange, dünne Vorder- und Heckflügel verteilt sind, sowie eine hintere Schubstütze für Fahrten. Der Rahmen ist aus Aluminium mit einer mit Kohlenstoff- und Aramidfasern verstärkten Polymerkarosserie.
Die Lufttüchtigkeit von Kitty Hawks Heaviside-Flugzeug wurde im Juli 2021 von der United States Air Force (USAF) anerkannt.

## Wirtschaftliche Aspekte
Eine Reihe von eVTOL-Unternehmen wurden von einer Zweckgemeinschaft SPAC übernommen, damit eine Aktiengesellschaft entsteht, darunter Archer, Joby, Lilium und Vertical. Die erste war Archer Aviation, die im Februar 2021 gleichzeitig eine Bestellung von mehr als 200 Flugzeugen von United Airlines im Wert von 1 Milliarde US-Dollar bekannt gab.

## Aufträge
Vertical Aerospace gab im Juni 2021 Vorbestellungen für bis zu 1000 eVTOLs (Modell VA-X4) an, u. a. von American Airlines, Virgin Atlantic und dem Flugzeugvermieter Avolon Holdings. Im August 2021 teilte Lilium N. V. mit, dass die brasilianische Fluggesellschaft Azul eine Absichtserklärung über den Kauf von 220 Exemplaren des Lilium-Jet-Siebensitzers unterzeichnet hat.

## Verwendungen

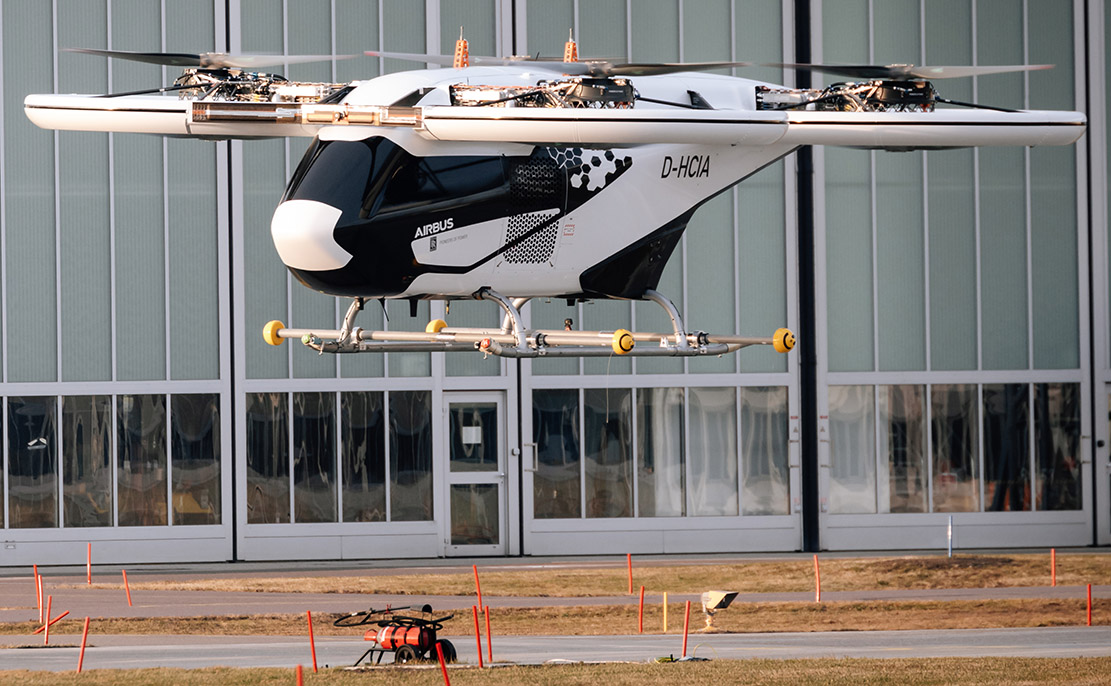
CityAirbus

Die meisten zivilen eVTOL-Fluggeräte sind für die urbane Luftmobilität konzipiert. Sie werden auf Vertiports starten und landen. Ihre typischen Aufgaben sind:

### Flugtaxi
Viele eVTOL-Konzepte sind für Lufttaxi-Anwendungen gedacht. Zum Beispiel arbeitet Pipistrel, ein Uber-Elevate-Partner, am Pipistrel 801, einem 5-Sitzer-Flugtaxi. Ein weiteres Beispiel ist Volocopter, das einen auf dem Volocopter 2X basierenden Lufttaxidienst Volocopter ankündigt. Ein weiteres Beispiel für ein angekündigtes Lufttaxi ist die Air One für zwei Personen.

### Medizinische Assistenz
Der ADAC gab im Dezember 2020 bekannt, zwei Volocopter-Multicopter für seine ADAC-Luftrettung reserviert zu haben. Dieser Flugzeugtyp ist kein Ersatz für Landfahrzeuge oder Helikopter, sondern ein neues Werkzeug, das dank des Elektromotors schneller als die anderen sein kann. Das Canadian Air-Mobility-Konsortium untersuchte 2020 die Vorteile von eVTOLs für den direkten Transport von Patienten, Organen und Medikamenten von Krankenhaus zu Krankenhaus. Seit dem Frühjahr 2021 wird mit Unterstützung von VW und dem Bayerischen Roten Kreuz von Studenten der TUM in der Initiative HORYZN in ihrem Projekt Mission Pulse eine Drohne mit dem Namen Frankenstein entwickelt. Sie soll einen Defibrillator im Radius von 6 km innerhalb von 5 Minuten zum Ziel bringen.

### Personen

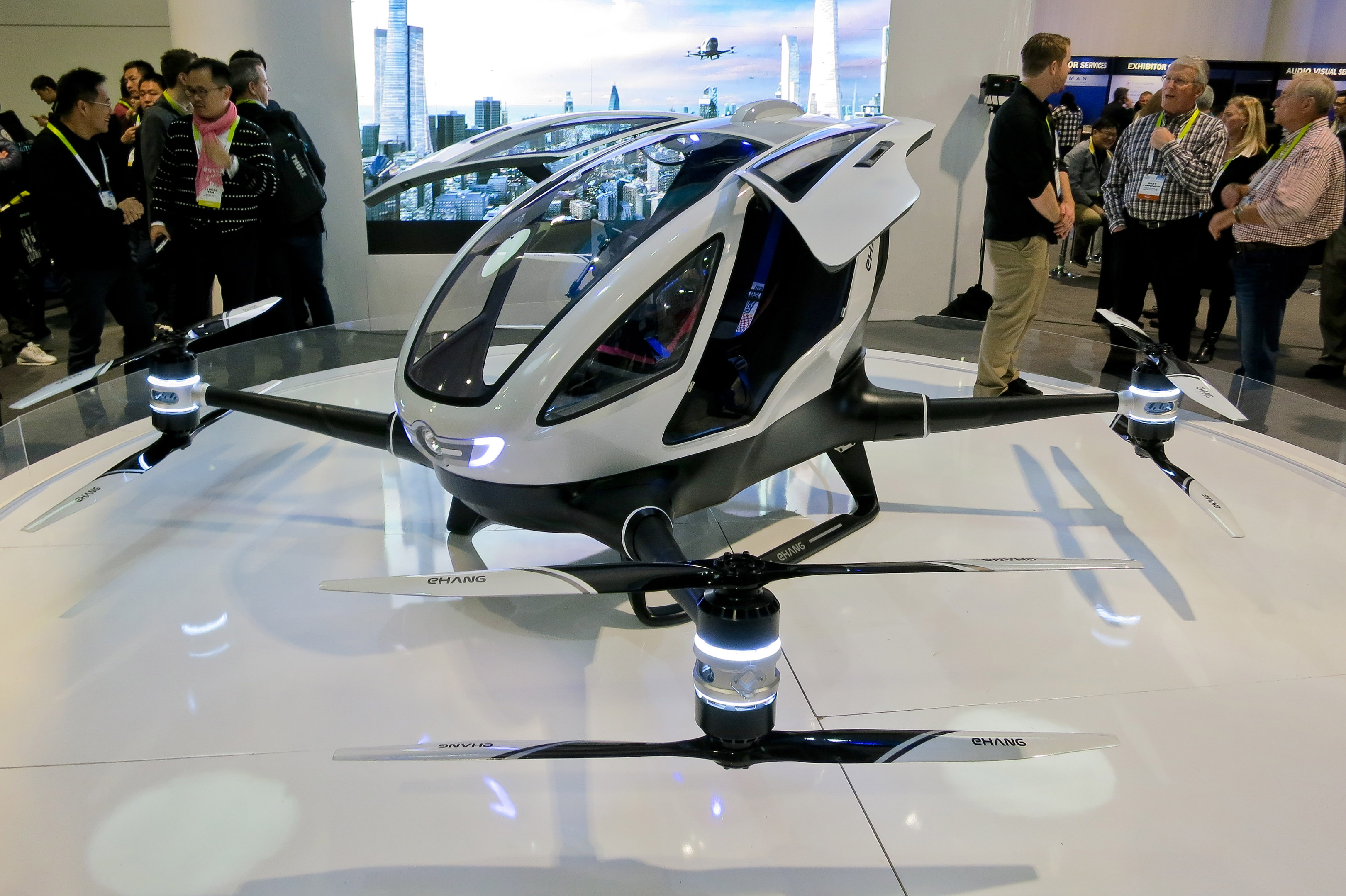
EHang 184

Um den Elektroflug in die Freizeitluftfahrt zu integrieren, werden dafür besonders geeignete eVTOL-Fluggeräte entwickelt. Die Grundlage waren unbemannte Fluggeräte (UAV). Sie wurden zuerst für Forschung und Entwicklung eingesetzt und gelten heute als vollwertige Fluggeräte. Ein Beispiel ist der Jetson One.

### Auslieferung / Frachttransport

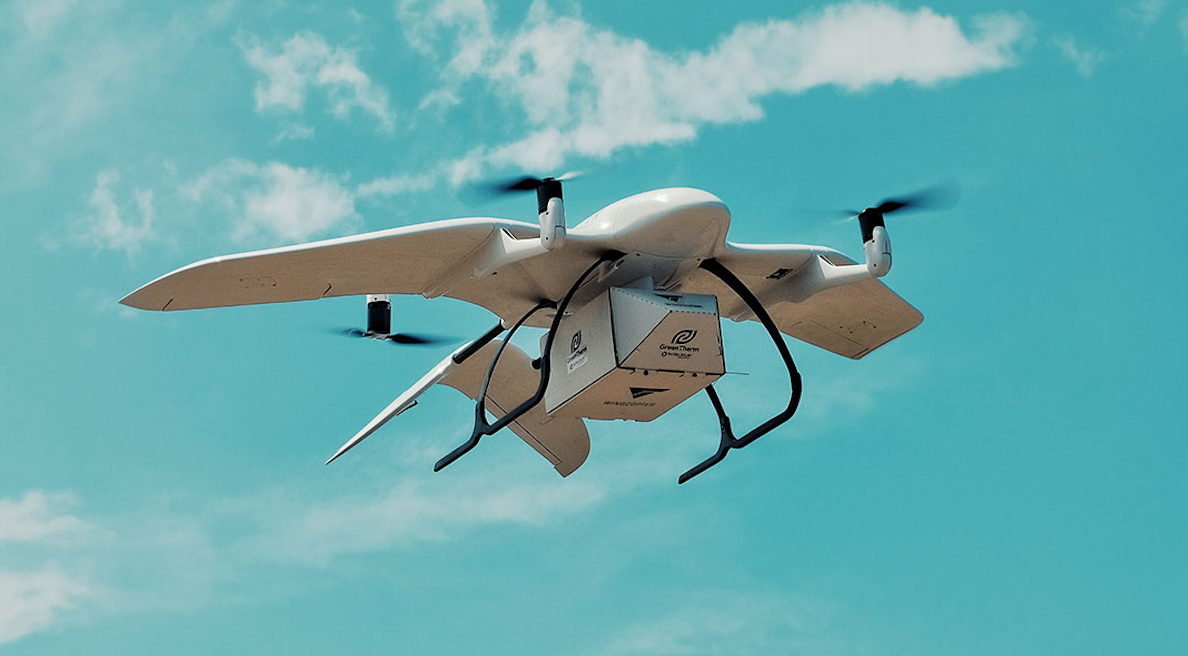
Wingcopter 178 HL bei einem Flug für Impfstoff-Auslieferung in Vanuatu, Südpazifik

Der Google-Mutterkonzern Alphabet bietet seit 2020 einen eVTOL-UAV-Lieferdienst an. Ihre Drohnen können bis zu 100 km weit fliegen und bis zu 1,5 kg tragen. Amazon Air und UPS sind zwei weitere Unternehmen, die Drohnen für Auslieferungen einsetzen. Ein deutsches Luft- und Raumfahrtunternehmen namens Wingcopter hat in Zusammenarbeit mit UNICEF 2018 Impfstoffe nach Vanuatu geliefert. 2020 wurde eine Wingcopter-eVTOL-Drohne verwendet, um COVID-19-Tests zur Isle of Mull zu liefern.

### Militärische Nutzung
Im April 2020 kündigte die USAF eine Finanzierung von eVTOL-Projekten im Wert von 25 Millionen US-Dollar für die Entwicklung im Jahr 2021 an. Im August desselben Jahres veranstaltete die USAF im Camp Mabry in Austin, Texas, einen Demonstrationsflug eines elektrischen vertikalen Start- und Landeflugzeugs. Es war das erste Mal, dass ein bemanntes eVTOL-Flugzeug im Rahmen des Agility-Prime-Programms der USAF flog.

## Zertifizierung

### Europa
Seit 2018 arbeitet die Europäische Agentur für Flugsicherheit (EASA) an der Zulassung solcher Luftfahrzeuge. Im Juli 2019 veröffentlichte sie den Anforderungskatalog für die Zulassung kleiner VTOL-Flugzeuge. In diesem Dokument wurden die Sicherheits- und Konstruktionsziele für VTOL-Flugzeuge festgelegt. Es enthält einen speziellen Abschnitt für eVTOL.

### Vereinigte Staaten
Die US-Luftfahrtbehörde Federal Aviation Administration (FAA) veröffentlichte 2009 eine Studie zu Empfehlungen der Allgemeinen Luftfahrt für die nächsten 20 Jahre. Ergänzungen zu Kleinflugzeugen mit elektrischem Antrieb enthält Part 23, Amendment 64 vom September 2020.

## Bemerkung
Dieser Artikel ist eine Übersetzung und Bearbeitung des Englischen Artikels vom August 2021.